# Стельмашонок, Владимир Иванович

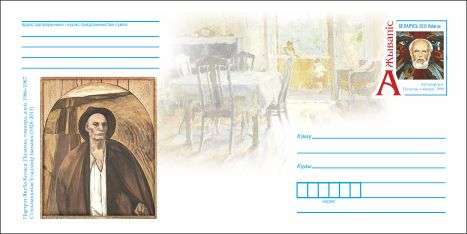
Художественный конверт с оригинальной маркой «Живопись. В. И. Стельмашонок» из серии «Живопись»., «Белпочта». 2015.

Владимир Иванович Стельмашонок (бел. Уладзімір Іванавіч Стэльмашонак; 6 февраля 1928, Минск — 7 июня 2013, Минск) — белорусский и советский живописец, педагог. Общественный деятель. Заслуженный деятель искусств Белорусской ССР (1981). Народный художник Белорусской ССР (1988). Член Союза художников СССР (с 1957).

## Биография
Выпускник Белорусского политехнического института (ныне Белорусский национальный технический университет) (1945). В 1946 окончил факультет художественной обработки дерева Ленинградского высшего художественно-промышленного училища им. Мухиной. В 1947—1950 годах продолжил учёбу на факультете сценографии Ленинградского художественного училища им. В. А. Серова. В 1957 окончил факультет живописи Института им. Репина Академии художеств СССР в Ленинграде. Вступил[когда?] в члены КПСС.
Дважды избирался председателем Союза художников Беларуси (1965—1968, 1987—1989).
В 1989―1991 годах избран Народным депутатом СССР от Союза художников СССР.
Более сорока лет (до 2000 г.) преподавал в Белорусском государственном театрально-художественном институте (позже Белорусская академия искусств, ныне Белорусская государственная академия искусств) и художественном лицее при БГАМ.
Похоронен на Восточном кладбище Минска.

## Творчество
Работал в станковой живописи (преимущественно в жанре портрета), монументально-декоративном искусстве и графике (акварель, рисунок).
В 1960—1980-е годы стал автором ряда монументальных произведений в Минске, Светлогорске, Мисхоре (Украина), Потсдаме (Германия).
Был в числе коллектива авторов проектов станций Минского метрополитена, в частности, станций Площадь Победы и Московская. В 1976 в Минске на ул. Фрунзе оформлял Дом литератора Союза писателей БССР.
В ГДР в Потсдаме для ресторана «Минск» сделал 16 витражей. В Минске им создан витраж для станции метро «Площадь Победы», мозаики на станции «Московская». Автор 24 портретов почётных граждан Беларуси, которые находятся сейчас в зале приёмов и заседаний Минской ратуши.
Наиболее известны его портреты деятелей истории и культуры Белоруссии, в том числе, Якуба Коласа, Григория Ширмы, Франциска Скорины, Кирилла Туровского, Петра Мстиславца и др., ряда исторических картин и портретов, посвящённых князьям ВКЛ и представителям рода Радзивиллов.
Работы Стельмашонка украшают сегодня музейные коллекции и интерьеры общественных зданий в Беларуси и за её пределами
Произведениям художника характерна оригинальность композиционных решений, декоративная выразительность цвета, монументализация образов.

## Награды и звания
- Орден «Знак Почёта»
- Заслуженный деятель искусств Белорусской ССР (1981)
- Народный художник Белорусской ССР (1988)
- Медали СССР
- Почётные грамоты Верховных Советов Беларуси и России
- Почётный гражданин города Трентон (Нью-Джерси, США) (1989)
- Почётный гражданин Осиповичского района Минской области (2007)

## Память
В январе 2015 года Министерство связи и информатизации Республики Беларусь выпустило в обращение конверт с оригинальной маркой «Живопись. В. И. Стельмашонок» из серии «Живопись».
В марте 2023 года государственному учреждению образования «Средняя школа №90 г. Минска» присвоено имя Владимира Ивановича Стельмашонка.